# Circus Fantasticus
Circus Fantasticus (angleško: Silent sonata) je slovenski celovečerni vojni dramski negovorjeni film iz leta 2011. 
Svetovno premiero je doživel na mednarodnem filmskem festivalu v Rotterdamu leta 2011. Bil je izbran v selekcijo za Evropsko filmsko nagrado (EFA) 2011. 

### Zgodba
Moški ostane sam z otrokoma, ko mu ženo v vojaškem spopadu ubije granata. Zasliši se hrup in pri hiši se ustavi potujoča karavana cirkusa Fantasticus. Naredijo šov za umirajočega vodjo predstave.

## Produkcija in financiranje
Producenta sta bila Staragara in irski Fastnet Films. Koproducenti so bili Cine Works, RTV Slovenija, Film i Väst in The Chimney Pot. 
Film je ocenjen na 2.418.932 evrov, finančno so ga podprli Filmski sklad RS (884.114 evrov), Suomen elokuvasäätiö - finska filmska fundacija (29.000 evrov), Eurimages (300.000 evrov), Irish Film Board (250.000 evrov) in MEDIA - kreativna Evropa (40.000 evrov za scenarij in 14.060 evrov). Tehnične usluge je nudil Viba film (340.000 evrov).
Posnet je bil v 35 snemalnih dneh v Sloveniji in na Irskem. Pri produkciji filma je sodelovala ekipa iz vsaj 18 držav: Slovenija, Irska, Švedska, Finska, Hrvaška, Bosna in Hercegovina, Nizozemska, Francija, Češka, Srbija, Italija,Poljska, Švica, Velika Britanija, Nemčija, Kanada, Kitajska, in Bangladeš.

## Odziv kritikov in gledalcev

### Kritiki
Leslie Felperin (The Guardian) je filmu dala oceno 2. Po njenem mnenju se v njem ne dogaja kaj dosti. Cirkusante je označila za sredstvo za dajanje globokih in nepomembnih življenjskih lekcij. Izrazila je odpor do filmov, kjer ti s svojo dejavnostjo predstavljajo pozitivno življenjsko silo, ki kljubuje slabemu.

### Obisk v kinu
Film je videlo 5.839 gledalcev.

## Zasedba
- Leon Lučev: oče
- Marjuta Slamič: žena
- Luna Zimić Mijović: hči
- Devi Bragalini: sin
- Ravil Sultanov: vodja cirkusa
- Pauliina Räsänen: lepotica
- Yannick Martens: kolesar
- Rene Bazinet: starec in vodja predstave
- Daniel Rovai: klovn
- Viatcheslav Volkov: mišičnjak
- David Boelee: pihalec ognja
- Zhang Xiaoxue: kitajsko dekle
- Natalia Sultanova: klovnesa
- Enej Grom: fant

## Ekipa
- fotografija: Diviš Marek
- glasba: Drago Ivanuša
- montaža: Miloš Kalusek
- scenografija: Vasja Kokelj
- kostumografija: Alan Hranitelj
- maska: Alenka Nahtigal
- zvok: Robert Flanagan

## Nagrade
- Pula Film Festival 2011 - mednarodni tekmovalni program: nagrada za najboljšo igralsko zasedbo

### 13. Festival slovenskega filma 2010
- vesna za najboljši igrani film
- vesna za režijo
- vesna za masko
- vesna za ton
- vesna za glasbo
- vesna za stransko vlogo: Ravil Sultanov
- Kodakova nagrada za fotografijo
- nagrada za najboljši film skupine filmskih kritikov in publicistov Fipresci